# セキホクジャーナル
「セキホクジャーナル」は、小坂理絵による日本の漫画作品。副題は「こちら関北高校新聞部」。

## 概要
『るんるん』（講談社）において、1993年11月号から1998年1月号まで連載された。また、『なかよし』1998年4月号増刊にて、サブキャラクターの実香留が主人公の番外編「おまけのスクープ」が掲載された。全24話、番外編1話。単行本全4巻。
主人公・柚枝の通う関北（せきほく）高校の新聞部を中心に巻き起こる騒動を描いた恋愛あり、笑いあり、オカルトありのコメディ漫画。
作者の作品中最も長い期間に連載され掲載誌内でも人気作品であったが、掲載誌の廃刊に伴い連載終了を余儀なくされてしまった。他にも色々と話のアイディアがあり、それらを出し切れなかったことを作者自身悔やんでいると最終巻で語っている。
単行本は絶版になっていたが、2011年11月からJコミで全編無料公開される事となった。

## あらすじ
関北高校に通う柚枝は新聞部に所属しているが、遅筆のため、鬼のような部長にしょっちゅう叱られている。霊と話せる能力を生かしてなんとか記事を作ろうとするものの、部員を騒動に巻き込んでしまい…。

## 登場人物
宮野 柚枝（みやの ゆえ）
関北高校1年C組（作中で進級。以下のキャラクターも同様）。霊と話したり憑依させたりできるため、新聞のネタを探すために度々体を張ることになる。学校では可愛いと評判。
佐久間 藤吾（さくま とうご）
1年G組。玄から次期新聞部部長に任命されるが、プレッシャーを感じ思い悩む。柚枝の想い人。
上島 実香留（うえじま みかる）
1年A組。柚枝の中学時代からの親友。中学時代は太っていたが、同じ新聞部の毅太郎に気に入られるために13kgのダイエットに成功。
叶 浅葱（かのう あさぎ）
2年E組。新聞部副部長。毅太郎と密かに付き合っており、告白の現場を柚枝に目撃されているが毅太郎ともに気付いておらず。双子の妹の萌葱（もえぎ）がいる。
篠田 毅太郎（しのだ きたろう）
2年E組。写真担当。初期の柚枝、実香留、浅葱の3人から想いを寄せられていた他、同級生からもモテる男。
安原 玄（やすはら げん）
2年J組。新聞部部長。坊主頭にメガネで、鬼の部長と恐れられる。
伊達 双葉（だて ふたば）
新入部員。新聞記者を目指しており、スクープをゲットするためなら手段を選ばない。しかし行動が行き過ぎて柚枝に一喝される。
瓦崎 直人（かわらざき なおと）
新入部員。金持ちのボンボンだが、街で出会った実香留に蹴りを入れられて一目惚れ、関北高校の受験を決意。見事合格し新聞部に入部するが、活動は真面目にやっていない。
安原 ハルミ（やすはら ハルミ）
玄のいとこ。見た目は小学生だが高校生。新聞部全員でハルミの家を訪れた際、藤吾や毅太郎を気に入って関北高校の新聞部に入部することを決意。しかし受験当日大風邪をひいて、ライバル校の関南高校に入学。柚枝に可愛がられている。
佐戸（さど）
新聞部OB、元部長。その名の通りサドで、後輩部員が玄1人しかいなかった頃は暴行を加えるなどして玄を弱らせた。OBとして新聞部を訪れた際には次期部長の藤吾にエールを送った。
鳳（おおどり）
新聞部OG。佐戸とは対照的に物腰が柔らかく、玄の憧れの存在だったが佐戸と付き合っていることが発覚し玄はショックを受けた。

## 単行本
セキホクジャーナル(1) – 1995年2月23日発売 ISBN 4-06-322814-2
- スクープ1 いじめられっ子のトム･ソーヤ
- スクープ2 柚枝 VS. 心霊研究会
- スクープ3 愛のお宝をさがせ!
- スクープ4 浅葱びっくり!フィルム盗難事件
- スクープ5 柚枝危うし。大活躍の藤吾!?
- スクープ6 それいけ実香留!美少年をつかまえろ

セキホクジャーナル(2) – 1996年8月23日発売 ISBN  4-06-322824-X
- スクープ7 時間切れの告白
- スクープ8 教生と学祭と学校新聞
- スクープ9 出現! 妖怪ワカレガサ
- スクープ10 柚枝 VS. 美香留 ダイエット作戦
- スクープ11 ひみつの記念写真
- スクープ12 撮れるか心霊写真!?～夏休み合宿取材～
- スクープ13 燃えろ! トップ記事

セキホクジャーナル(3) – 1997年5月2日発売 ISBN 4-06-322830-4
- スクープ14 狙われた新聞部
- スクープ15 キセキの受験生
- スクープ16 ハルミの不良化事件
- スクープ17 新入部員トップ戦争
- スクープ18 避暑地の恋の罠
- スクープ19 新部長に乾杯
- しあわせになろうね!

セキホクジャーナル(4) – 1998年5月7日発売 ISBN 4-06-322839-8
- スクープ20 逆転ホームラン
- スクープ21 帰り道の喫茶店
- スクープ22 裏セキホク散布事件
- スクープ23 関北 vs 関南ウォーズ（前編）
- 最終回 関北 vs 関南ウォーズ（後編）
- 番外編　おまけのスクープ
- 恋する人々